# Chromalizus speciosus
Chromalizus speciosus är en skalbaggsart som först beskrevs av Guérin-Méneville 1844.  Chromalizus speciosus ingår i släktet Chromalizus och familjen långhorningar. Inga underarter finns listade i Catalogue of Life.